# Малый Сим (приток Большого Сима)
Малый Сим — река в России, протекает по Соликамскому району Пермского края. Устье реки находится в 3,9 км от устья реки Большой Сим по левому берегу. Длина реки составляет 13 км.
Исток реки в отрогах Северного Урала в 11 км к юго-востоку от посёлка Сим. Течёт сначала на запад, затем на северо-запад. Всё течение проходит по ненаселённому лесному массиву. Приток — Мёрзлая (правый). Впадает в Большой Сим в 2 км к юго-востоку от посёлка Сим.

## Данные водного реестра
По данным государственного водного реестра России относится к Камскому бассейновому округу, водохозяйственный участок реки — Кама от водомерного поста у села Бондюг до города Березники, речной подбассейн реки — бассейны притоков Камы до впадения Белой. Речной бассейн реки — Кама.
Код объекта в государственном водном реестре — 10010100212111100005447.